# Alexa Eilers
Alexa Eilers (* 6. August 1991 in Tegernsee, Bayern) ist eine deutsche Schauspielerin.

## Leben
Bekanntheit erlangte Alexa Eilers aufgrund der durchgehenden Serienhauptrolle der Yvonne „Yvi“ Preissinger in der BR-Fernsehserie Dahoam is Dahoam, in der sie seit deren Beginn im Jahre 2007 bis November 2014 an der Seite ihrer „Serien-Eltern“ Harry Blank und Doreen Dietel spielte.